# 国立科技大学 (巴基斯坦)
巴基斯坦国立科技大学（乌尔都语：نیشنل یونیورسٹی آف سائنس اینڈ ٹیکنالوجی，缩写为NUST），为巴基斯坦的一所国立综合大学。

## 历史
国立科技大学（NUST）成立于1991年3月，旨在促进国家高等教育，特别是科技领域的发展，提供稳定、严谨的学术环境，并开展符合产业需求的按需研究。该大学于1993年获得特许状。多年来，其办学规模、服务内容和地位不断拓展，现已发展成为一所领先的公立综合性大学。

## 校区
巴基斯坦国立科技大学本部位于拉瓦尔品第，并在多个城市都有校区。

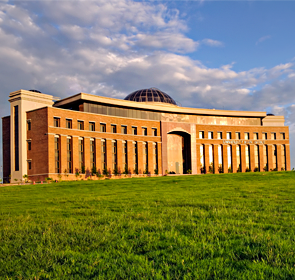
拉瓦尔品第校區

### 拉瓦尔品第校区
拉瓦尔品第校区包含军医学院、电子与机械工程学院、国防信息学院。

### 卡拉奇校区
卡拉奇校区包含巴基斯坦海军工程学院。

### 瑞萨泊校区
包含航空工程学院、军事工程学院。

### 伊斯兰堡校区
该校区始于2008年。

## 国际排名
伊斯兰堡国立科技大学 (NUST) 在全球排名中取得了显著进步，根据 2025 年 QS 世界大学排名，该大学上升了14 位，位列 第 353 位。NUST在关键绩效指标方面取得了重大进展， 在国际研究网络中 上升了86位，在每学院的引用率中上升了54 位， 在学术声誉中上升了42 位。